# Osa (Roma)
Osa è una frazione di Roma Capitale, situata nel territorio del Municipio Roma VI (ex Municipio Roma VIII) che si estende dalla zona X Lunghezza (dove ricade via Fosso dell'Osa - zona urbanistica 8E) fino alla zona XI San Vittorino (lungo la via Polense - zona urbanistica 8H). Il tratto a sud, a ridosso del fiume e del fosso dell'Osa presso l'Osteria dell'Osa, attiene alla via Prenestina Vecchia e ricade nel comune di Monte Compatri.

## Geografia fisica

### Storia e Territorio
Sorge all'intersezione di via Prenestina con via Polense, a sud della frazione di Castelverde, ai margini del cratere Castiglione (Vulcano Laziale), solcata da fossi (Fosso dell'Osa e Fosso di Volpignola), un tempo dedicata a latifondo e pascolo e luogo di passaggio e sosta per le battute di caccia dal '600 al '900.
Il cosiddetto «passo dell'Osa», attraverso il fiume, il ponte e l'osteria omonimi, costituì un crocevia di fondamentale importanza per l'area Prenestina-Tiburtina-Casilina per un arco temporale assai vasto che va dalla protostoria a tutto il Medioevo sino all'epoca moderna, e, per questo, fu riportato in molteplici carte topografiche e ricordato da molti autori. In questo territorio la continuità abitativa nel corso dei secoli, lungo il fosso e il crinale della valle dell'Osa, da Lunghezza fino alle tenute di Castiglione e di Pantano, si deve alla posizione strategica, alla ricchezza di acque, alla fertilità dei terreni, alla presenza di canneti e aree boschive. Per l'età del bronzo, l'età del ferro, l'epoca pre-romana e quella romana vi sono studi e documenti su alcuni siti di grande rilevanza come le necropoli dell'Osa e di Castiglione e l'antica e famosa città di Gabii, a cui l'area fu strettamente legata.
Gabii sorta prima dell’affermazione della potenza di Roma finì per essere assoggettata da questa. Per l'epoca medievale sono gli studi sugli edifici fortificati a mostrarci la persistenza nei secoli degli insediamenti presenti sul territorio, testimoniata fino ai periodi più recenti. La maggiore estensione dell’area appartenne dal Medioevo all'epoca moderna alla tenuta di Lunghezza, come risultava ancora nel 1600 nella carta del Catasto Alessandrino dell’Archivio di Stato di Roma denominata Casale di Longhezza Lunghezzina, dove era Il Castellaccio dell'Osa e dove erano compresi i territori detti Prato e Pratone della Valle e del Fosso dell'Osa, i Pascolari detti Castellaccio e Quarto della Hosteria dell'Osa. Parte del territorio ricadde nella confinante Tenuta e Casale di Castiglione. Molti i castelli edificati nelle vicinanze di quest’area; lungo la valle dell'Osa (a Castelverde) sorgeva il Castello dell'Osa. 
Il sito, che condivise con il vicino Castello di Lunghezza parte della sua storia, era noto sin dal Medioevo con il nome di Castrum Osae o Losae dal vicino fosso dell'Osa altrimenti detto Veresi, sin dal secolo XI appartenente all'abbazia di San Paolo fuori le mura, e i suoi resti noti successivamente con l'appellativo di Castellaccio, nel passato furono concordemente ritenuti da studiosi e viaggiatori quanto rimaneva della antica città di Collatia, tesi oggi confutata.

## Siti archeologici
La necropoli di Osteria dell'Osa
Alla fine degli anni settanta, sul lato nord della via Polense, è stato aperto lo scavo della necropoli protostorica dell'Osteria dell'Osa, pubblicato nel 1992. Il sito è legato alla città di Gabii e fu usato per più di tre secoli, dal IX al VI secolo a.C., costituito da circa 600-700 sepolture sia a inumazione che (in minor numero) a incinerazione. I suoi corredi e l'organizzazione delle tombe hanno fornito importanti notizie sull'organizzazione delle popolazioni preromane dell'antico Lazio.
Reperti del sito sono esposti nella nuova sezione Protostoria del Museo nazionale romano alle Terme di Diocleziano. Tra questi, due iscrizioni arcaiche tra le più antiche mai ritrovate al mondo, una in lingua greca datata all'VIII secolo a.C. (di difficile interpretazione, forse "EUOIN" come grido delle baccanti o "EULIN" nel senso di "ben levigato") e una in lingua latina datata al VII secolo a.C. (probabilmente "SALVETOD TITA", ossia "ti saluto, o Tita").

## Odonimia
Le strade sono dedicate a comuni della regione Marche.